# Olga Iossifowna Preobraschenskaja

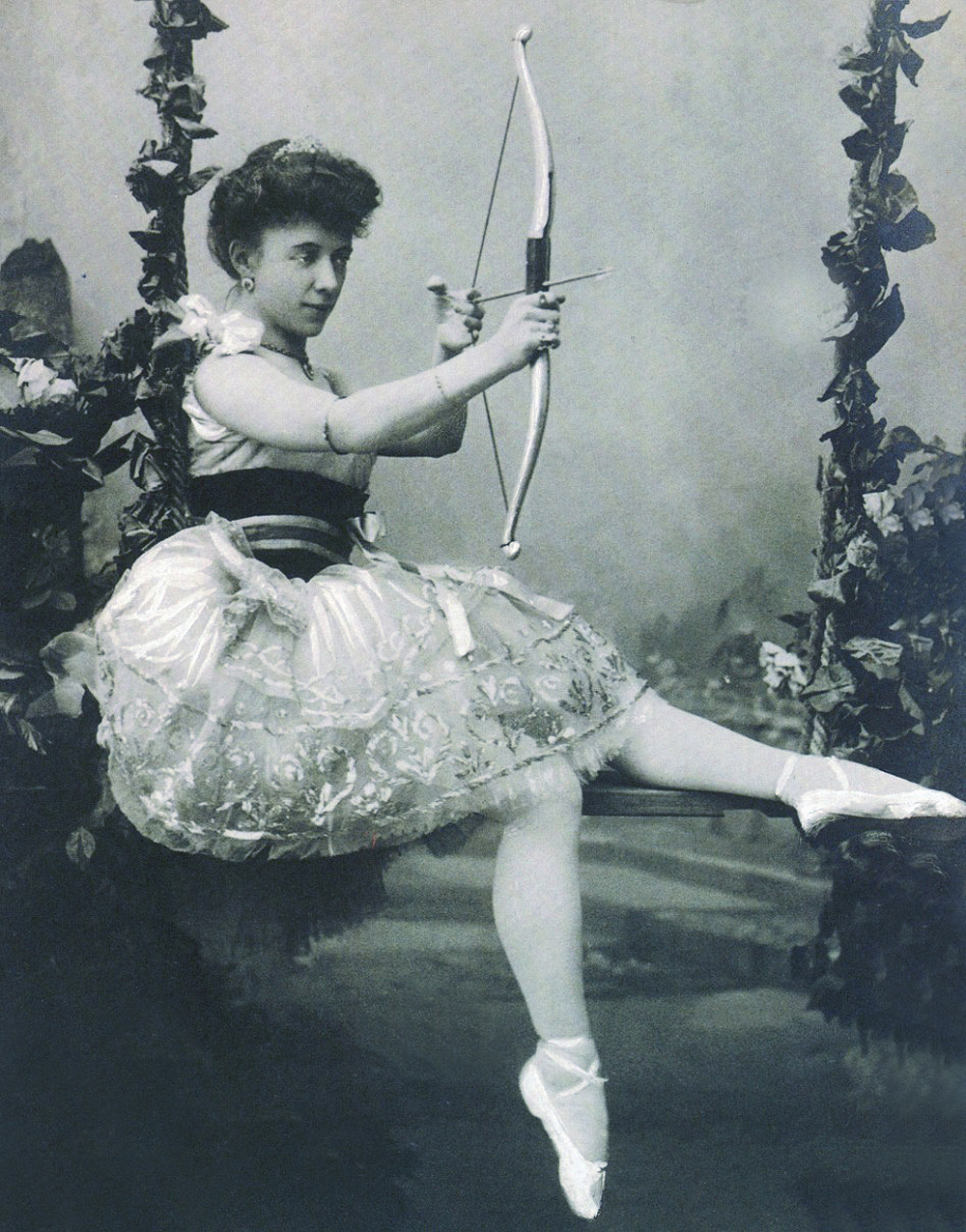
Olga Preobrajenska

Olga Iossifowna Preobraschenskaja (russisch Ольга Иосифовна Преображенская, meist Olga Preobrajenska transkribiert; * 21. Januarjul. / 2. Februar 1871greg. in Sankt Petersburg; † 27. Dezember 1962 in Saint-Mandé) war eine russische Tänzerin und Tanzpädagogin und eine der beliebtesten Tänzerinnen des kaiserlichen Balletts in St. Petersburg.

## Leben
Ihre Tanzausbildung begann Preobraschenskaja mit acht Jahren an der kaiserlichen Ballettschule in St. Petersburg. Zu ihren Lehrern gehörten Nicholas Legat, Enrico Cecchetti, Christian Johansson und Marius Petipa. Mit achtzehn Jahren wurde sie am Mariinski-Theater in St. Petersburg engagiert. Mit 25 Jahren wurde sie dort Solotänzerin und mit 29 Jahren, im Jahre 1900, Primaballerina. Ab 1895 gab sie Gastspiele in Paris, London und Amerika.
Nach der Russischen Revolution gab sie Tanzunterricht in St. Petersburg und ab 1923 in Paris. In den darauffolgenden Jahrzehnten gab es keine namhafte Tänzerin, die keinen Unterricht bei ihr genommen hatte. Zu ihren Schülerinnen gehörten auch Margot Fonteyn, Tamara Toumanova und Irina Baronova, zu ihren Schülern in Paris auch der später als Solo-Tänzer und Schauspieler am Theater der Stadt Heidelberg tätige Harald Beutelstahl (* 1936 in München).
Preobraschenskaja starb mit 91 Jahren und ist auf dem Friedhof von Montmartre in Paris begraben.